# Щекачёв, Андрей
Андрей Щекачёв (род. 27 октября 1972) — французский шахматист, международный гроссмейстер с 1996 года, представляет французскую Федерацию с 2007 года.
По состоянию на 1 июня 2016 года — девятнадцатый действующий французский игрок с Эло 2550.

## Национальные чемпионаты
Андрей Щекачев выиграл чемпионат СССР среди юниоров в 1990 году и участвовал в чемпионатах России в 1996, 1998 и 1999 годах.
В 2008 году выиграл чемпионат Франции по быстрым шахматам и занял второе место на чемпионате Франции в 2010 году в Бельфоре.

## Спортивные достижения
| Год  | Город           | Турнир                | + | − | = | Результат | Место |
| ---- | --------------- | --------------------- | - | - | - | --------- | ----- |
| 1996 | Элиста          | 49-й чемпионат России | 3 | 5 | 3 | 4½ из     | 41—45 |
| 1998 | Санкт-Петербург | 51-й чемпионат России | 3 | 1 | 7 | 6½ из 11  | 12—16 |
| 1999 | Москва          | 52-й чемпионат России |   |   |   | из        |       |
|      |                 |                       |   |   |   | из        |       |

## Изменения рейтинга
| Графики недоступны из-за технических проблем. См. информацию на Фабрикаторе и на mediawiki.org. |